# Fotovoltaická elektrárna Uherský Brod
Fotovoltaická elektrárna Uherský Brod  ve Zlínském kraji má instalovaný výkon 10,21 MW. Řadí se tak velikostí na deváté místo v České republice. Zároveň jde o největší solární elektrárnu ve Zlínském kraji. Elektrárna také patří mezi nejziskovější, v roce 2020 vykázala čistý zisk 76 mil. Kč při tržbách 173 mil. Kč.
Byla vybudována a spuštěna v roce 2010, záměr byl podán 31. července 2009.  Hlavním majitelem je pražská společnost Divalia, a.s. Elektrárna zabírá rozlohu 199 083 m2 v průmyslové zóně Uherského Brodu.
Fotovoltaická elektrárna Uherský Brod je připojena do distribuční sítě E.ON.

## Provozovatelé a majitelé
Zařízení fotovoltaické elektrárny Uherský Brod vlastní firma Divalia, a.s.., která má do pěti zaměstnanců. Ta je dále vlastněná firmou Milplace, a.s. s kmenovými akciemi na majitele. Za skutečného vlastníka býval považován lobbista Martin Ulčák, který zemřel v roce 2022. V roce 2014 byl jako jediný akcionář firmy Milplace zapsána kyperská společnost FORESTSERVE HOLDINGS LIMITED, jejíž vlastník však také nebyl znám. Do evidence skutečných majitelů byl v roce 2021 zapsán předseda jejího představenstva Martin Novák, od února 2022 jsou jako skuteční majitelé zapsáni podnikatelé Marcel Belhocine (25 %), Libor Chrobok a Petr Poláček (25 %), od roku 2020 spolumajitelé Ulčákovy firmy Geco, a Jiřina Ulčáková, vdova po Martinu Ulčákovi.

## Výstavba
Výstavbu prováděla firma Liglass, a.s. Solární elektrárna obsahuje celkem 37 818 fotovoltaických panelů. Všechny jsou typového označení 270-72P.  
Zahájení výstavby se původně plánovalo na září 2009 a ukončení na 30. listopad 2009.  Nakonec se však dokončení elektrárny realizovalo až v říjnu 2010.  1. října 2010 byla také provozovatelské firmě Divalia, a.s. udělena licence od Energetického regulačního úřadu.